# Apeadero de Lameira
El Apeadero de Lameira era una plataforma ferroviaria de la Línea del Algarve, que servía a la zona de Lameira, en el ayuntamiento de Silves, en Portugal.

## Historia
Esta plataforma se insertaba en el tramo entre Algoz y Pozo Barreto del Ramal de Portimão, que entró en servicio el 19 de marzo de 1900.
En 1913, era servido apenas por convoyes tranvías, y en 1980, utilizado por cualquier comboi de pasajeros.